# Степанова, Зоя Михайловна
Зо́я Миха́йловна Степа́нова (род. 6 июля 1953, Сарапул, Удмуртская АССР, РСФСР, СССР) — российский государственный и политический деятель, депутат Государственной думы VI созыва от «Единой России», заместитель председателя комитета Госдумы по культуре, член счётной комиссии Государственной думы.
Ранее являлась депутатом Государственной думы IV и V созывов.

## Биография
Окончила Ростовский-на-Дону институт сельскохозяйственного машиностроения, инженер-механик; Ростовскую межобластную высшую партийную школу.
Работала инженером, председателем райсовета, главой администрации Пролетарского района Ростова-на-Дону.
Избиралась депутатом Пролетарского районного Совета народных депутатов Ростова-на-Дону, Ростовской городской Думы.
Перед избранием в Государственную Думу Федерального Собрания Российской Федерации четвёртого созыва — заместитель главы администрации (губернатора) Ростовской области — управляющий делами. 2 декабря 2003 год была избрана депутатом Государственной Думы РФ четвёртого созыва по Пролетарскому одномандатному избирательному округу No 145 Ростовской области, опередив действующего депутата, коммуниста Н. В. Коломейцева на 3000 голосов. Коммунисты обратились в суд с иском об отмене результатов выборов из-за имевшей место, по их мнению, фальсификации результатов. Однако судом выборы были признаны соответствующими требованиям избирательного законодательства. 2 декабря 2007 года вновь избрана депутатом Государственной Думы РФ пятого созыва в составе федерального списка кандидатов, выдвинутого Всероссийской политической партией «Единая Россия». 4 декабря 2011 года также была избрана депутатом Госдумы от «Единой России».
Член Всероссийской политической партии «Единая Россия». Член фракции «Единая Россия».
Награждена орденом Дружбы (2016), медалью ордена «За заслуги перед Отечеством» 1-й (2006) и 2-й степени (1999).

## Сведения о доходах и собственности
Согласно поданной декларации, Степанова вместе с супругом получила в 2011 году доход в размере 5,3 млн рублей. Степановой и Чернышёву принадлежат земельный участок площадью 2 тыс. квадратных метров, две квартиры, жилой дом площадью 771,5 квадратных метров, 3 гаража, два машиноместа, легковой автомобиль, вездеход и снегоход.

## Семья
Замужем за бывшим мэром Ростова-на-Дону М. А. Чернышёвым, имеет (от первого брака) взрослых сына и дочь, двоих внуков и четырех внучек (Зою, Василису, Варвару и Валентину).